# Мокотлонг (район)
Мокотлонг (сесото Mokhotlong) — один з 10 районів Лесото. Адміністративний центр — Мокотлонг.

## Географія
Район Мокотлонг межує на сході з провінцією Квазулу-Наталь, ПАР, на північному заході з районом Бута-Буте, на заході з районом Лерібе, на півдні з районом Таба-Цека. Площа району становить 4.075 км².

## Населення
За переписом населення 2004 року у районі Мокотлонг мешкало 130.000 осіб.

## Адміністративний поділ Мокотлонг

### Округи
4 округів
- Бобаці
- Малінгоаненг
- Мохотлонг
- Сенкву

### Місцеві ради
15 місцевих рад
- Халагалі
- Хубелу
- Лінаканенг
- Ліпамола
- Маполаненг
- Марунг
- Матеанонг
- Мацоку
- Моліка-Ліко
- Моремоголо
- Пае-Ла-Ітлацоа
- Попа
- Рафолацане
- Сакенг
- Текеселенг

| Лесото | Це незавершена стаття з географії Лесото. Ви можете допомогти проєкту, виправивши або дописавши її. |

29°20′ пд. ш. 29°00′ сх. д. / 29.333° пд. ш. 29.000° сх. д.